# Antonio Betancort
Antonio Betancort (Las Palmas, 1937. március 13. – Las Palmas, 2015. március 15.) válogatott spanyol labdarúgó, kapus.

## Pályafutása

### Klubcsapatban
Az Unión Grupo csapatában kezdte a labdarúgást, majd az UD Las Palmas korosztályos csapatában folytatta, ahol 1956-ban mutatkozott be az első csapatban. 1961 és 1971 között a Real Madrid labdarúgója volt. Az 1962–63-as idényben a Deportivo de La Coruña együttesében szerepelt kölcsönben. A Real Madriddal hat bajnoki címet (1961–62, 1963–64, 1964–65, 1966–67, 1967–68, 1968–69) és két spanyol kupa-győzelmet szerzett (1962, 1970). Tagja volt az 1965–66-os idényben BEK-győztes csapatnak. 1971-ben visszatért a Las Palmashoz, ahol 1973-ban fejezte be az aktív labdarúgást.

### A válogatottban
1965-ben két alkalommal szerepelt a spanyol válogatottban. Tagja volt az 1966-os világbajnokságon részt vevő csapatnak, de pályára nem lépett.

## Sikerei, díjai
Real Madrid
- Spanyol bajnokság
  - bajnok: 1961–62, 1963–64, 1964–65, 1966–67, 1967–68, 1968–69
- Spanyol kupa
  - győztes: 1962, 1970
- Bajnokcsapatok Európa-kupája (BEK)
  - győztes: 1965–66